# Hanne Haugland (atlete)
Hanne Birgit Haugland (Haugesund, 14 december 1967) is een voormalige Noorse hoogspringster. Naast eenentwintig maal Noors kampioene hoogspringen werd ze ook driemaal Noors kampioene verspringen en eenmaal Noors kampioene hink-stap-springen.

## Loopbaan
Hanne Haugland stamt uit een getalenteerde springfamilie. Haar grootvader Eugen Haugland was vierde bij het hink-stap-springen op de Europese kampioenschappen van 1946. Haar vader Terje Haugland was elfde op het onderdeel verspringen op de EK van 1969. Hanne Haugland sprong niet zo ver als haar voorouders, maar wel hoger.
Op de Europese indoorkampioenschappen van 1989 behaalde Hanne Haugland bij het hoogspringen een tweede plaats met een hoogte van 1,96 m. Het goud ging naar de Roemeense Alina Astafei, die met minder pogingen eveneens 1,96 sprong. Op de EK indoor van 1990 miste Haugland met een vierde plaats net de medailles.
In 1996 behaalde ze op de Olympische Spelen van Atlanta zowaar de finale. Haar 1,96 was genoeg voor een achtste plaats.
De vorm van haar leven beleefde Hanne Haugland in 1997. Ze begon het jaar met het behalen van een bronzen medaille op de wereldindoorkampioenschappen met een evenaring van haar persoonlijk record van 2,00. Het goud ging naar de Bulgaarse Stefka Kostadinova en het zilver naar de Russische Olga Kaliturina. Op de wereldkampioenschappen van 1997 in Athene versloeg ze met 1,99 de Oekraïense Inha Babakova en de Russische Olga Kaliturina, die beiden 1,96 sprongen. Dit was tevens de enige internationale gouden medaille die ze behaalde. Drie dagen na haar overwinning in Athene verbeterde ze bij een internationale meeting in Zürich het Noorse record naar 2,01. Nog altijd (peildatum december 2016) is dit record niet verbroken.
Na 1997 behaalde Haugland in grote internationale wedstrijden geen finales meer. Zo deed ze mee aan de Olympische Spelen van Sydney in 2000, maar sneuvelde met 1,89 in de kwalificatieronde.
Tijdens haar senioren sportcarrière was Haugland aangesloten bij Haugesund IL, IL i BUL, SK Vidar en IF Minerva. Momenteel is ze atletiektrainster en traint Noorse hoogspringers als: Anne Gerd Eieland. Ze is getrouwd met voormalig hoogspringer Håkon Särnblom.

## Titels
- Wereldkampioene hoogspringen - 1997
- Noors kampioene hoogspringen - 1986, 1987, 1989, 1990, 1992, 1993, 1994, 1995, 1996, 1997, 1999, 2000
- Noors kampioene verspringen - 1989, 1990, 1995
- Noors kampioene hink-stap-springer - 1994
- Noors indoorkampioene hoogspringen - 1987, 1988, 1989, 1990, 1991, 1992, 1993, 1994, 1995
- Nordic kampioene hoogspringen - 1987

## Persoonlijke records
| Onderdeel              | Prestatie   | Datum             | Plaats      |
| ---------------------- | ----------- | ----------------- | ----------- |
| 100 m                  | 12,21 s     | 1990              |             |
| 100 m horden           | 14,07 s     | 14 mei 1991       | Oslo        |
| hoogspringen (indoor)  | 2,00 m (NR) | 17 februari 1995  | Spala       |
| hoogspringen (outdoor) | 2,01 m (NR) | 13 augustus 1997  | Zürich      |
| verspringen            | 6,48 m      | 20 augustus 1995  | Lillehammer |
| hink-stap-springen     | 13,56 m     | 21 augustus 1994  | Jessheim    |
| vijfkamp               | 4756 p      | 23 september 1988 | Oslo        |

## Palmares

### hoogspringen
Kampioenschappen
- 1989:  EK indoor - 1,96 m
- 1989:  Europacup C - 1,94 m
- 1990: 4e EK indoor - 1,91 m
- 1990: 8e EK - 1,89 m
- 1991:  Europacup C - 1,86 m
- 1993:  Grand Prix Finale - 1,91 m
- 1993: 9e WK - 1,88 m
- 1994: 5e EK - 1,93 m
- 1995:  Europacup B - 1,94 m
- 1995: 6e WK - 1,96
- 1996: 8e OS - 1,96 m
- 1997:  WK indoor - 2,00 m
- 1997:  WK - 1,99 m
- 1997:  Europacup B - 1,92 m
- 1999:  Europacup C - 1,89 m

Golden League-podiumplaats
- 1999:  Bislett Games – 1,96 m